# Nikita Katsalápov
Nikita Guennádievich Katsalápov (en ruso: Никита Геннадьевич Кацалапов; Moscú, 10 de julio de 1991) es un deportista ruso que compite en patinaje artístico, en la modalidad de danza sobre hielo.
Participó en dos Juegos Olímpicos de Invierno, obteniendo en total cuatro medallas, dos en Sochi 2014, oro por equipo y bronce en danza sobre hielo (con Yelena Ilinyj), y dos en Pekín 2022, plata en danza sobre hielo (con Viktoriya Sinitsina) y bronce por equipo.
Ganó dos medallas en el Campeonato Mundial de Patinaje Artístico sobre Hielo, oro en 2021 y plata en 2019, y cinco medallas en el Campeonato Europeo de Patinaje Artístico sobre Hielo entre los años 2012 y 2022.

## Palmarés internacional
| Juegos Olímpicos   | Juegos Olímpicos        | Juegos Olímpicos  | Juegos Olímpicos  |
| Año                | Lugar                   | Medalla           | Prueba            |
| ------------------ | ----------------------- | ----------------- | ----------------- |
| 2014               | Sochi (Rusia)           | Medalla de oro    | Equipo            |
| 2014               | Sochi (Rusia)           | Medalla de bronce | Danza sobre hielo |
| 2022               | Pekín (China)           | Medalla de plata  | Danza sobre hielo |
| 2022               | Pekín (China)           | Medalla de bronce | Equipo            |
| Campeonato Mundial |                         |                   |                   |
| Año                | Lugar                   | Medalla           | Categoría         |
| 2019               | Saitama (Japón)         | Medalla de plata  | Danza sobre hielo |
| 2021               | Estocolmo (Suecia)      | Medalla de oro    | Danza sobre hielo |
| Campeonato Europeo |                         |                   |                   |
| Año                | Lugar                   | Medalla           | Categoría         |
| 2012               | Sheffield (Reino Unido) | Medalla de bronce | Danza sobre hielo |
| 2013               | Zagreb (Croacia)        | Medalla de plata  | Danza sobre hielo |
| 2014               | Budapest (Hungría)      | Medalla de plata  | Danza sobre hielo |
| 2020               | Graz (Austria)          | Medalla de oro    | Danza sobre hielo |
| 2022               | Tallin (Estonia)        | Medalla de oro    | Danza sobre hielo |